# تپه کلک واژون در
تپه کلک واژون در در شهرستان سلسله، بخش فیروزآباد، دهستان فیروزآباد، ۱/۳ کیلومتری جنوب شرقی روستای زنگیوند واقع شده و این اثر در تاریخ ۲۲ اسفند ۱۳۸۵ با شمارهٔ ثبت ۱۸۲۵۳ به‌عنوان یکی از آثار ملی ایران به ثبت رسیده است.